# Bel-Nor
Bel-Nor és una població dels Estats Units a l'estat de Missouri. Segons el cens del 2000 tenia 1.598 habitants.

## Demografia
Segons el cens del 2000, Bel-Nor tenia 1.598 habitants, 667 habitatges, i 474 famílies. La densitat de població era de 979,4 habitants per km².
Dels 667 habitatges en un 25,6% hi vivien nens de menys de 18 anys, en un 55% hi vivien parelles casades, en un 12,6% dones solteres, i en un 28,8% no eren unitats familiars. En el 24,4% dels habitatges hi vivien persones soles el 8,4% de les quals corresponia a persones de 65 anys o més que vivien soles. El nombre mitjà de persones vivint en cada habitatge era de 2,37 i el nombre mitjà de persones que vivien en cada família era de 2,81.
Per edats la població es repartia de la següent manera: un 19,6% tenia menys de 18 anys, un 7% entre 18 i 24, un 25,8% entre 25 i 44, un 30,4% de 45 a 60 i un 17,1% 65 anys o més.
L'edat mediana era de 44 anys. Per cada 100 dones de 18 o més anys hi havia 79,3 homes.
La renda mediana per habitatge era de 57.857 $ i la renda mediana per família de 77.917 $. Els homes tenien una renda mediana de 46.369 $ mentre que les dones 32.625 $. La renda per capita de la població era de 46.534 $. Entorn del 3% de les famílies i l'1% de la població estaven per davall del llindar de pobresa.

## Poblacions més properes
El següent diagrama mostra les poblacions més properes.